# 1700 у літературі

## Твори
- «Мемуари д'Артаньяна» — роман Гатьєна де Куртіля.

### П'єси
- «Міра за міру» — драма Чарльза Гілдона.

### Поезія
- «Fama y obras póstumas del Fénix de México» — поезія Хуани Інес де ла Крус.

## Народились
- 2 лютого — Йоганн Крістоф Готтшед, німецький письменник, критик, історик літератури і театру.
- 11 вересня — Джеймс Томпсон, шотландський поет.
- 30 вересня — Станіслав Конарський, польський письменник, реформатор освіти, поет, драматург.
- Веніамін (Пуцек-Григорович), український церковний діяч, мовознавець.

## Померли
- 12 травня — Джон Драйден, англійський поет.
- 18 травня — Теофіл Рутка, польський письменник, філософ, єзуїт.
- 6 червня — Веспасіян Коховський, польський державний та військовий діяч, поет, письменник, історик.